# Unterleibstadt
Unterleibstadt (toponimo tedesco) è una frazione del comune svizzero di Leibstadt, nel Canton Argovia (distretto di Zurzach).

## Storia
Già comune autonomo che apparteneva al distretto di Laufenburg e che comprendeva anche la località di Bernau, nel 1866 è stato accorpato all'altro comune soppresso di Oberleibstadt per costituire il nuovo comune di Leibstadt.

## Società

### Evoluzione demografica
L'evoluzione demografica è riportata nella seguente tabella:
Abitanti censiti

## Amministrazione
Ogni famiglia originaria del luogo fa parte del cosiddetto comune patriziale e ha la responsabilità della manutenzione di ogni bene ricadente all'interno dei confini del comune.